# Міжнародні відносини Греції
Зовнішня політика Греції базується на наступних принципах:
- прихильність до стандартів міжнародної законності та дотримання норм міжнародного права;
- відмова від насильства та прихильність до мирного врегулювання міжнародних конфліктів;
- прийняття важливості співпраці із міжнародними організаціями;
- підтримка процедур з просування колективних систем безпеки, співробітництва та мирного врегулювання міжнародних конфліктів;
- розвиток збалансованої та всебічної регіональної політики, яка базується на принципах плюралізму, гуманізму та демократичних цінностях;
- боротьба з тероризмом шляхом підтримки спільних міжнародних дій.

## Дипломатичні відносини

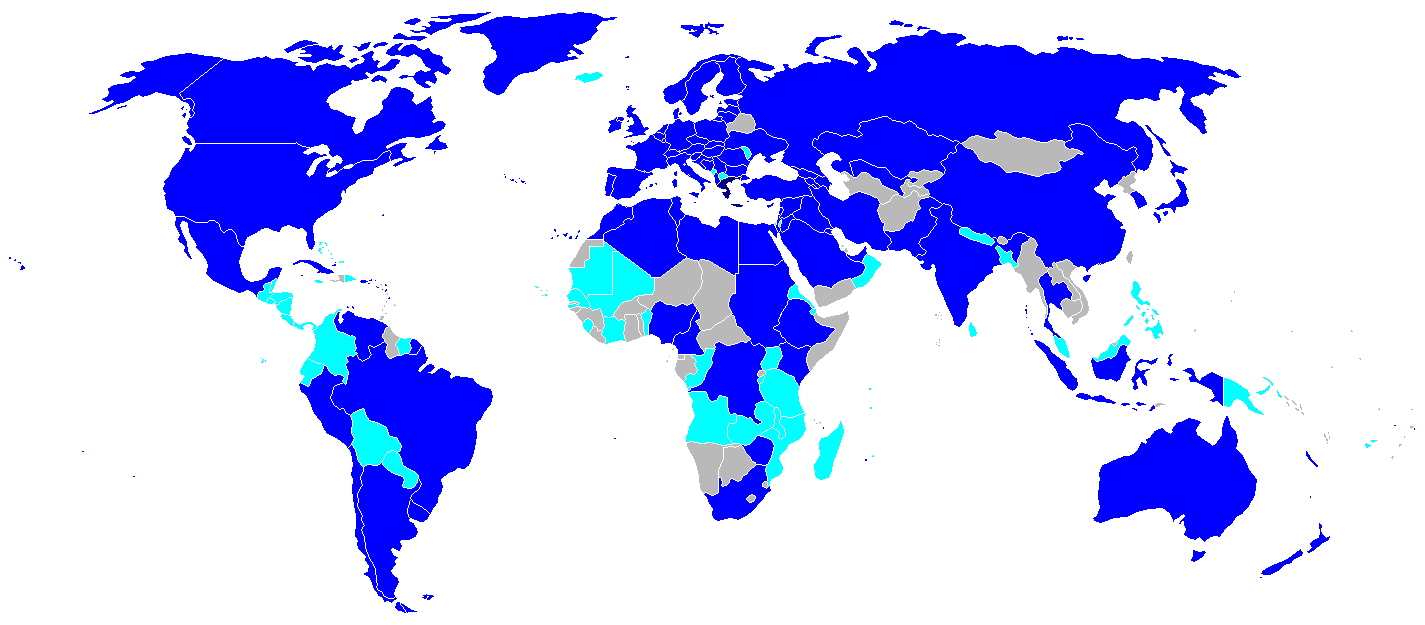
Дипломатичні відносини Греції:
рівень посольства
рівень консульства

### Греко-українські відносини
Греція визнала незалежну Україну 31 грудня 1991 року. Обидві країни встановили дипломатичні відносини в 1992 році. Греція відкрила посольство в Києві в 1993, генеральні консульства діють у Маріуполі та Одесі. Україна відкрила посольство в Афінах, а з квітня 2004 року діє генеральне консульство в Салоніках. Обидві країни — повноправні члени Організації з безпеки і співробітництва в Європі та Організації Чорноморського економічного співробітництва. Важливий фактор зміцнення дружніх відносин — інтенсивні гуманітарні зв'язки та наявність української громади в Греції та грецької громади в Україні.

## Основні проблеми
Проблемними і досі неврегульованими питаннями у зовнішній політиці Греції залишаються Кіпрська та Егейська суперечки з приводу відповідно окупації Кіпру та делімітації Егейського моря з Туреччиною, а також Македонське питання через назву, територіальні й історико-культурні претензії Республіки Македонії.
Кіпрська суперечка викликана турецьким вторгненням 1974 року та окупацією північної частини Кіпру, яка примусово розділила населення, перетворила тисячі греків-кіпріотів на біженців. 15 листопада 1983 року самопроголошена Турецька Республіка Північного Кіпру, визнана тільки Туреччиною, водночас міжнародне співтовариство, зокрема ООН, досі вважає цю територію окупованою Туреччиною. Одержавши незалежність від Великої Британії, греки-кіпріоти тричі проводили референдум на предмет приєднання до Греції. Всі три рази в пропорції дев'ять до одного виборці голосували за приєднання. Проте Греція щоразу відмовляла у возз'єднанні, посилаючись на умови договору про незалежність.
Егейська суперечка — основний камінь спотикання у греко-турецьких відносинах від початку 1970-х років. Неврегульованими залишаються питання: делімітації територіальних вод, національного повітряного простору, виняткових економічних зон та використання континентального шельфу, районів польотної інформації (FIR), суперечки з вже демілітаризованого статусу, присвоєного деяким з грецьких островів в цьому районі, турецькі претензії «сірих зон» невизначеного суверенітету над численними незаселеними маленькими острівцями, в першу чергу острів Іміа/Кардак. Водночас Греція в Гельсінкі у грудні 1999 року відігравала активну роль у прийнятті Туреччиною статусу кандидата на вступ в ЄС. 2010 року прем'єр-міністр Туреччини Реджеп Ердоган із кількома міністрами відвідав з офіційним візитом Афіни. Проведені переговори, на думку аналітиків, стали проявом певного потепління у відносинах між державами, а голова МЗС Туреччини Ахмет Давутоглу заявив, що турецький уряд працює над створенням «атмосфери психологічних змін» у відносинах між двома країнами.
Македонське питання особливо гостро постало на початку 1990-х років у відносинах між Грецією та новоствореною Республікою Македонією, яку Греція досі не визнала з кількох причин. По-перше, особливо в перш роки своєї незалежності Республіка Македонія вела активну пропаганду створення незалежної держави не на теренах колишньої югославської республіки, а в межах історичної області Македонії, яка включає частки територій сучасних держав: Сербії, Болгарії та Греції. Столицею такої держави мало б стати грецьке місто Салоніки, навіть на банкнота македонського денара зображувала символ Салонік — Левкос Піргос. У столиці Республіки Македонії Скоп'є іменем Александра Великого названо міжнародний аеропорт, головна площа міста названа Македонською, де також встановлять колосальний пам'ятник Александру. Загалом македонські історики ставлять під сумнів і грецький характер Стародавньої Македонії. Тому чи не найбільшу стурбованість у Греції викликає переінакшена національна історія Республіки Македонії. Греція наполягає на використанні офіційної назви, визнаної ООН, — Колишня Югославська Республіка Македонія — і блокує вступ Республіки Македонії у ЄС та НАТО.

## Євроінтеграція
1961 року Греція стала першою країною, яка не будучи членом ЄЕС, підписала угоду асоціації з ЄЕС. Через двадцять років 1981 року Греція стала членом Європейського Союзу (на той час Європейське Економічне Співтовариство). 1 січня 2000 року Греція прийняла нормативно-правову базу Шенгенської угоди, яке дало право громадянам Греції необмежених поїздок. 1 січня 2001 року Греція приєдналась до економічного валютного союзу, ставши дванадцятим повноправним членом Єврозони.
Греція активно підтримує майбутнє розширення ЄС (за винятком членства Туреччини та Республіки Македонії з наведених вище причин). Зокрема 2010 року Греція висловила підтримку європейській перспективі Сербії. Водночас в листопаді 2010 року Президент Греції Каролос Папуліас в ході візиту в Болгарію наголосив відносно КЮРМ:
| Греція підтримає рішення, яке буде відбивати історичну реальність регіону… до тих пір, поки вона (КЮРМ) наполягає на непримиренній своїй позиції, двері НАТО і ЄС будуть для неї закриті, а процедури приєднання до Європейського союзу замороженими… |
З приводу асоціації Туреччини Каролос Папуліас у тому самому повідомленні додав:
| Кіпрська суперечка глибоко зачіпає греко-турецькі відносини і є основною перешкодою для відносин Європейського Союзу з Туреччиною. |
Внаслідок парламентських виборів до Греції 2015р. та перемогою лояльних до Росії лівої партії СІРІЗА та значним впливом Росії на Грецію в вигляді значної долі російського капіталу загострилося довготривале протистояння як в самій Греції, щодо доречності перебування Греції в єврозоні та доцільності санкцій проти Росії, так і в Європі, щодо суворіших вимог до подальших траншів та реструктуризацій боргів Греції. Наявність самої Греції в Єврозоні також піднімалась в деяких опитуваннях населення в Німеччині, які були здебільшого проти перебування Греції в єврозоні.. Багато європейських політиків все ж таки притримуються до єдності Єврозони, розуміючи, що в протистоянні з Росією вихід Греції з Єврозони може послабити Євросоюз в цілому, та бути програшним для Євросоюзу в війні санкцій з Росією..

## Членство в міжнародних організаціях
Греція — один з основних учасників більшості масштабних міжнародних органів, маючи виключно вигідне географічне положення в регіоні, вона користується багатьма дипломатичними, торговельними і політичними вигодами від міжнародної співпраці, зокрема:
Банк міжнародних розрахунків, Організація чорноморського економічного співробітництва, Всесвітня митна організація, Рада Європи, Рада Євро-Атлантичного Співробітництва, Європейський банк реконструкції та розвитку, Європейська економічна комісія ООН, Африканська економічна комісія ООН (асоціація), Латино-Американська і Карибська економічна комісія ООН, Європейський інвестиційний банк, Економічний і Валютний Союз ЄС, Європейський Союз, Продовольча та сільськогосподарська організація ООН, МАГАТЕ, Міжнародний банк реконструкції та розвитку, Міжнародна організація цивільної авіації, Міжнародна асоціація розвитку, Міжнародне енергетичне агентство, Міжнародний фонд сільськогосподарського розвитку, Міжнародна фінансова корпорація, Міжнародна організація праці, Міжнародний валютний фонд, Міжнародна морська організація, Інтерпол, Міжнародний олімпійський комітет, Міжнародна організація з міграції, Міжнародна Організація зі Стандартизації, НАТО, Організація економічного співробітництва і розвитку, Організація з безпеки і співробітництва в Європі, Організація Об'єднаних Націй, Рада Безпеки ООН, Конференція ООН з торгівлі та розвитку, ЮНЕСКО, Управління Верховного комісара ООН у справах біженців, Західноєвропейський союз, Всесвітня організація охорони здоров'я, Всесвітня метеорологічна організація, Всесвітня організація інтелектуальної власності.